# Muhammed Emel
Muhammed Emel (* 18. Mai 1995 in La Louvière, Belgien) ist ein türkischer Fußballspieler.

## Karriere
Emel wechselte im Alter von 19 Jahren in das Ausland zu Denizlispor. In seinem ersten Jahr spielte er zwölfmal für die Reservemannschaft, ehe er 2015 sein Debüt in der zweiten türkischen Liga gab. Er wurde im Spiel gegen Elazığspor in der 76. Spielminute für Serkan Atak eingewechselt.
Zur Saison 2016/17 wechselte Emel innerhalb der Liga zum Konkurrenten Altınordu Izmir. In der Wintertransferperiode 2016/17 wechselte er zum Viertligisten und Stadtrivalen Altay Izmir.